# İskilip
İskilip és una ciutat i un districte de la província de Çorum (Turquia), a la riba esquerra del riu Kızılırmak. Es troba a 56 km de la ciutat de Çorum, 160 km al nord-est d'Ankara i 100 km al sud-oest de Kastamonu. Ocupa una superfície de 1.187 km², i l'elevació mitjana és de 750m. La població del districte és de 38.378 habitants, dels quals 20.428 viuen a la vila d'İskilip (cens del 2011). L'alcalde és Recep Çatma (AKP).
Aquesta ciutat probablement correspon a Blucium, una ciutat de Galàcia al districte dels Tolistobogis que fou la residència del rei Deiotarus en favor del qual va intercedir Ciceró davant Cèsar.